# NGC 890
NGC 890 je eliptická galaxie v souhvězdí Trojúhelníku. Její zdánlivá jasnost je 11.3m a úhlová velikost 2,50′ × 1,7′. Je vzdálená 183 milionů světelných let, průměr má 130 000 světelných let. Galaxii objevil 13. září 1784 William Herschel.